# Autochroom Lumière

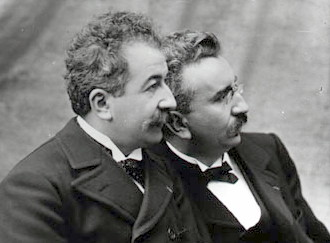
Auguste en Louis Lumière

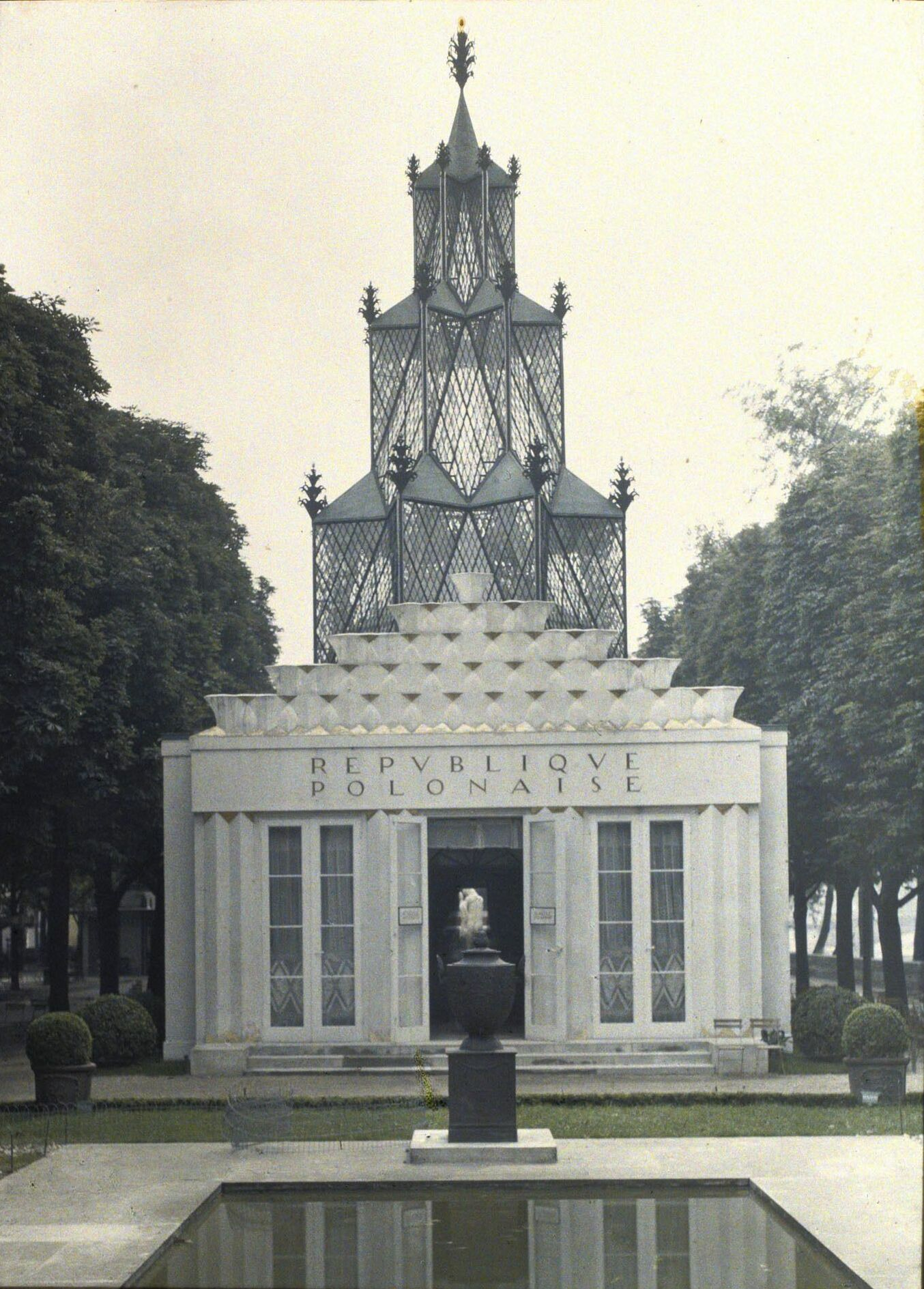
Pools paviljoen (Józef Czajkowski), Parijs, 1925

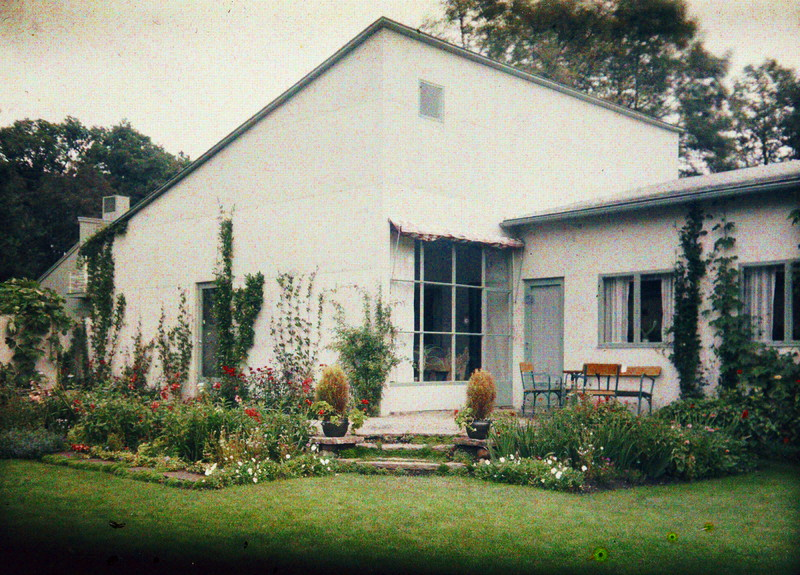
Huis in Stockholm (Hakon Ahlberg), 1930

Autochroom is het eerste procedé in de fotografie dat kleurenfotografie mogelijk maakte. De gebroeders Auguste en Louis Lumière vroegen er in 1903 een patent voor aan. In 1907 werden autochromatische platen voor het eerst op de markt gebracht. Het was het voornaamste kleurenprocedé voordat midden jaren dertig film verscheen gebaseerd op subtractieve kleurmenging.

## Geschiedenis

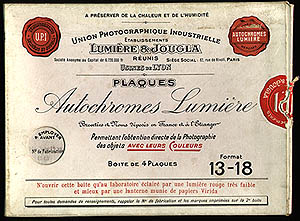

- 17 december 1903: Patentaanvraag voor het autochroom.
- 30 mei 1904: Louis Lumière presenteert de technische autochroom aan de Academie van Wetenschappen in Parijs.
- 10 juli 1907: De autochroom wordt gemaakt en verkocht. Fabrieken produceerden zo'n zesduizend autochroomplaten per dag. In totaal zijn er zo'n vijftig miljoen exemplaren geproduceerd.
- Midden van jaren 1930: De subtractieve kleurfilms worden gemaakt.
- 1935: De autochroom wordt geleidelijk vervangen door de Kodachrome.

## Structuur

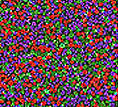

Autochroom is een additief kleurenprocedé. Bij dit procedé wordt gebruikgemaakt van een met lijm bedekte glasplaat waarop een dunne laag microscopische aardappelzetmeelkorrels in de kleuren rood-oranje, groen en blauw-violet is aangebracht die als kleurfilters dienen. De ruimte tussen de ovale korrels wordt opgevuld met koolstofpoeder en het geheel wordt afgedekt met een laagje vernis. Hierop wordt vervolgens een zilverhalogenide-emulsie als lichtgevoelige laag aangebracht.
Anders dan bij gebruikelijke zwart-witplaten werden de autochroomplaten in de camera geplaatst met de glaszijde naar de lens gericht, zodat het licht eerst door de korrellaag ging voor het de lichtgevoelige laag bereikte. Het gebruik van een aanvullend speciaal oranje-geel-filter in de camera was nodig om het ultraviolette licht te blokkeren en het effect van violet en blauw licht te beperken, want voor die delen van het spectrum was de emulsie overgevoelig. Door het lichtverlies ten gevolge van alle filters moesten autochroomplaten langer belicht worden dan de zwart-witplaten en films. Dit betekende dat een statief of andere houder gebruikt moest worden en dat was niet gemakkelijk om bewegende beelden te fotograferen. De plaat werd door middel van een omkeerprocedé verwerkt tot een diapositief. Dit wil zeggen dat de plaat eerst werd ontwikkeld tot een negatief beeld, maar niet werd gefixeerd. Dan werd het zilver dat het negatieve beeld vormde chemisch verwijderd. Vervolgens werden de resterende zilverhalogeniden blootgesteld aan licht en ontwikkeld. Zo werd een positief beeld gevormd.
De lichtgevoelige laag en de korrellaag bleven precies uitgelijnd en werden tegelijk verdeeld zodat het licht ter plekke werd gefilterd. Elke zetmeelkorrel bleef uitgelijnd met het overeenkomstig microscopisch kleine gebiedje van de zilverhalogenide-emulsie die eroverheen was aangebracht. Wanneer het gereedgekomen beeld bekeken werd met doorgelaten licht, werkte iedere korrel van het zilverbeeld als een microfilter, waardoor er meer of minder licht door de overeenkomstige gekleurde zetmeelkorrel ging. Aldus werd de oorspronkelijke verhouding van de drie kleuren gereconstrueerd. Bij normale kijkafstand zal het licht dat tussen de individuele korrels doorkomt en met elkaar samenvalt in het oog, de reconstructie geven van de kleur van het licht dat is vastgelegd door de filterkorrels.

## Techniek
De fabricagetechniek bestaat uit het aanbrengen op een dunne glazen plaat van een coating van miljoenen microscopisch kleine deeltjes (5 tot 10 micrometer) - aardappelzetmeelkorrels – met de kleuren rood-oranje, groen en blauw-violet, vastgezet in hars. De ruimte tussen de korrels wordt opgevuld met fijn koolstofpoeder (carbon black). De plaat werd vervolgens bekleed met schellak om de voor vocht gevoelige korrels en kleurstoffen te beschermen tegen de op waterbasis gebaseerde gelatine-emulsie, die op de plaat werd aangebracht nadat de schellak was opgedroogd. 
Het ontwikkelen van de glasplaten is complex, omdat het beeld moet omkeren. Het zijn twee opeenvolgende chemische ontwikkelprocessen met een tussentijdse blootstelling aan licht. De gevoeligheid van de platen is laag, omdat in tegenstelling tot de gewone fotografische platen het licht eerst door de glasplaat moet voor het op de gevoelige lagen valt. Zelfs met een goede emulsie, vermindert de aanwezigheid van het filter de effectieve gevoeligheid tot 4-8 ISO. De autochroomtechniek vereist dus lange belichtingstijden, wat maakte dat hij niet interessant was voor het fotograferen van bewegende onderwerpen, maar meer voor landschappen en stillevens.

## Belangrijke collecties
Tussen 1909 en 1931 werd een verzameling van 72.000 autochroomfoto's verzameld om het leven te documenteren, op dat moment in vijftig landen, gemaakt door de Franse bankier Albert Kahn. De collectie, die een van de grootste is in zijn soort in de wereld, is gevestigd in het Albert Kahn Museum aan de rand van Parijs. Een nieuwe compilatie van beelden van de Albert Kahn-collectie werd gepubliceerd in 2008.